# Théorie des trois mondes
Pour la théorie de Karl Popper, voir Karl Popper#Les trois mondes.

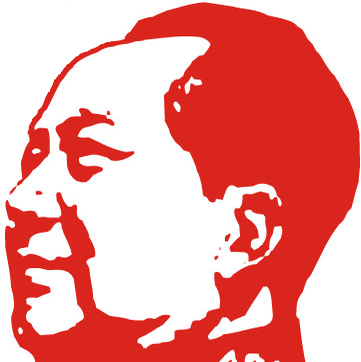
Mao Zedong.

La théorie des trois mondes est une théorie élaborée par Mao Zedong, chef de la république populaire de Chine, au milieu des années 1970 à la suite de la rupture sino-soviétique.
Elle a été présentée par Deng Xiaoping devant l'ONU en 1974 et depuis a été fréquemment reprise dans le discours politique chinois.
Elle fait référence à trois « mondes » qui régissent la politique mondiale :
1. Deux superpuissances sont à la recherche de l’hégémonie régionale : l'URSS et les États-Unis. Elles représentent une grave menace pour les autres. L’URSS est jugée la plus agressive et la plus dangereuse.
2. Les pays développés, comme le Canada, les pays d’Europe et le Japon : ils sont liés aux super-puissances (par un rapport de dépendance), mais n'essayent pas ou rarement de lutter l'un contre l'autre.
3. Les pays en développement, les pays pauvres et la Chine : ils ont des intérêts communs reposant sur la lutte contre l’hégémonie du premier monde.

## Critiques
Selon le Parti du travail d'Albanie et notamment son premier secrétaire Enver Hoxha, la théorie des trois mondes est la preuve que Mao était un contre-révolutionnaire. Cette théorie serait « un brouillard qui sert à dissimuler l'objectif de la Chine d'établir son hégémonie sur ce qu'elle appelle le « tiers monde » [...] L'application de la théorie des «trois mondes» a amené la direction chinoise à s'unir même avec le «diable», à s'unir avec les impérialistes américains et les monopolistes d'Europe, avec les fascistes et les racistes, les rois et les féodaux, les militaristes et les bellicistes les plus enragés. ».
Selon le parti communiste péruvien, la théorie telle que l'a énoncée Mao est révolutionnaire, mais pas celle que présente les révisionnistes chinois, dont Deng Xiaoping.